# Пайнал (Аризона)
Пайнал (англ. Pinal) — переписна місцевість (CDP) в США, в окрузі Гіла штату Аризона. Населення — 456 осіб (2020).

## Географія
Пайнал розташований за координатами 33°22′47″ пн. ш. 110°45′27″ зх. д. / 33.37972° пн. ш. 110.75750° зх. д. (33.379854, -110.757455).  За даними Бюро перепису населення США в 2010 році переписна місцевість мала площу 1,14 км², уся площа — суходіл.

## Демографія
Згідно з переписом 2010 року, у переписній місцевості мешкало 439 осіб у 172 домогосподарствах у складі 121 родини. Густота населення становила 387 осіб/км².  Було 199 помешкань (175/км²).
Расовий склад населення:
| - 79,3 % — білих - 6,8 % — корінних американців - 1,6 % — азіатів - 8,0 % — осіб інших рас |

До двох чи більше рас належало 4,3 %. Частка іспаномовних становила 33,3 % від усіх жителів.
За віковим діапазоном населення розподілялося таким чином: 25,5 % — особи молодші 18 років, 59,7 % — особи у віці 18—64 років, 14,8 % — особи у віці 65 років та старші. Медіана віку мешканця становила 38,1 року. На 100 осіб жіночої статі у переписній місцевості припадало 105,1 чоловіків;  на 100 жінок у віці від 18 років та старших — 99,4 чоловіків також старших 18 років.
За межею бідності перебувало 51,0 % осіб, у тому числі 100,0 % дітей у віці до 18 років та 0,0 % осіб у віці 65 років та старших.
Цивільне працевлаштоване населення становило 101 осіб. Основні галузі зайнятості: освіта, охорона здоров'я та соціальна допомога — 27,7 %, будівництво — 26,7 %, науковці, спеціалісти, менеджери — 10,9 %, роздрібна торгівля — 9,9 %.